# Do Jeito Que Eu Sou
Do Jeito Que Eu Sou è stato il primo singolo della band RebeldeS, pubblicato il 4 novembre 2011 dalla EMI Music.
Ha raggiunto la ventunesima posizione nella chart della musica Billboard Brasile Hot 100 e diciassettesima posizione nella Billboard Brasile Hot Pop nel novembre 2011.
Una versione acustica della canzone è stata pubblicata su iTunes per la diffusione del singolo.

## Video musicale
Il video musicale è stato distribuito il 24 dicembre 2011, per il sito R7. Il video musicale mostra i sei membri della band che camminano per le strade del Rio de Janeiro, mentre Lua Blanco (interprete della canzone) che canta sulla cima di una macchina.
Nei primi minuti, il video musicale ha superato più di 107 000 di visite nel sito R7. Oggi, la clip ha più di 3 milioni di visite sul canale ufficiale della band su YouTube.

## Classifiche musicali
| Classifiche musicali (2011/2012)   | Miglior posizione |
| ---------------------------------- | ----------------- |
| Brasile - Top 10 MTV               | 1                 |
| Brasile - Billboard Brasil Hot 100 | 10                |
| Brasile - Billboard Brasil Hot Pop | 17                |
| Brasile - Billboard Hot Regional   | 11                |